# Suzuki Shota
Suzuki Shota (鈴木 将太 Suzuki Shōta, sinh ngày 3 tháng 7 năm 1984) là một cựu cầu thủ bóng đá người Nhật Bản.

## Thống kê câu lạc bộ
| Thành tích câu lạc bộ | Thành tích câu lạc bộ | Thành tích câu lạc bộ | Giải vô địch | Giải vô địch | Cúp                   | Cúp                   | Cúp Liên đoàn | Cúp Liên đoàn | Tổng cộng | Tổng cộng |
| Mùa giải              | Câu lạc bộ            | Giải vô địch          | Số trận      | Bàn thắng    | Số trận               | Bàn thắng             | Số trận       | Bàn thắng     | Số trận   | Bàn thắng |
| Nhật Bản              | Nhật Bản              | Nhật Bản              | Giải vô địch | Giải vô địch | Cúp Hoàng đế Nhật Bản | Cúp Hoàng đế Nhật Bản | Cúp Liên đoàn | Cúp Liên đoàn | Tổng cộng | Tổng cộng |
| --------------------- | --------------------- | --------------------- | ------------ | ------------ | --------------------- | --------------------- | ------------- | ------------- | --------- | --------- |
| 2003                  | Omiya Ardija          | J2 League             | 12           | 0            | 0                     | 0                     | -             | -             | 12        | 0         |
| 2004                  | Omiya Ardija          | J2 League             | 0            | 0            | 0                     | 0                     | -             | -             | 0         | 0         |
| 2005                  | Omiya Ardija          | J1 League             | 1            | 0            | 0                     | 0                     | 1             | 0             | 2         | 0         |
| 2006                  | Kashiwa Reysol        | J2 League             | 9            | 1            | 0                     | 0                     | -             | -             | 9         | 1         |
| 2007                  | Shonan Bellmare       | J2 League             | 19           | 2            | 1                     | 0                     | -             | -             | 20        | 2         |
| 2008                  | Shonan Bellmare       | J2 League             | 15           | 0            | 0                     | 0                     | -             | -             | 15        | 0         |
| 2009                  | Shonan Bellmare       | J2 League             | 2            | 0            | 0                     | 0                     | -             | -             | 2         | 0         |
| Tổng cộng sự nghiệp   | Tổng cộng sự nghiệp   | Tổng cộng sự nghiệp   | 58           | 3            | 1                     | 0                     | 1             | 0             | 60        | 3         |